# بياتريس الأولى
بياتريكس كونتيسة بورغوندي (ولدت في حوالي 1140 أو بعده بقليل وتوفيت 15 نوفمبر 1184). كانت ملكة وقيصر إمبراطورية رومانية مقدسة، بياتريس هي الابنة الوحيدة رينود الثالث كونت بورغونيا ومن خلال أغاتا من اللورين. وهي الزوجة الثانية للإمبراطور فريدريك الأول إمبراطور الرومانية المقدسة. جداها من ناحية الأم سيمون الأول دوق اللورين وزوجته أديلايد. كانت بياتريس نشطة في ساحة آل هوهنشتاوفن مشجعة الأعمال الأدبية والمثل الفروسية. رافقت زوجها خلال أسفاره وحملاته عبر مملكته، وقد عُرف عن فريدريك بربروسا كون واقعا تحت تأثير بياتريس.

## الحياة العائلية
تزوجت بياتريس وفريدريك في التاسع من حزيران يونيو عام 1156 في مدينة فورتسبورغ. بهذا الزواج سيطر فريدريك على منطقة بورغونيا الواسعة.
كان لهما من الأبناء :
- فريدريك الخامس دوق شوابيا (1164-1170)
- هنري السادس إمبراطور الرومانية المقدسة (نوفمبر / تشرين الثاني 1165-1197)
- فريديريك السادس دوق شوابيا (1167-1191)
- أوتو الأول كونت بورغونيا (1170-1200 قُتل)
- كونراد الثاني دوق شوابيا وروتنبورغ (1173-1196 قُتل)
- فيليب دوق شوابيا (1177 -1208 قُتل) وملك ألمانيا عام 1198.
- بياتريس هوهنشتاوفن (1162-1174). كانت مخطوبة إلى وليام الثاني ملك صقلية ولكنها توفيت قبل أن يتزوجا.
- أغنيس هوهنشتاوفن (توفيت تشرين الأول / أكتوبر 1184). كانت مخطوبة إلى إميرك ملك المجر ولكنها توفيت قبل أن يتزوجا.